# Кук-кирваш
Кук-кирваш — верховный правитель (суккаль-мах) Элама, правивший около 1545—1520 годов до н. э., из династии Эпартидов.
Сын Ланкуку — одного из братьев Пала-ишшана. После смерти Куку-санита, видимо, сына Пала-ишшана, Кук-кирваш заменил его на посту наместника Суз, а после смерти самого Пала-ишшана стал великим правителем.
Оказался последним верховным правителем, который, согласно сообщениям источников, занимался строительством. Мало того что эта его деятельность упоминается Шилхак-Иншушинаком, правителем XII века до н. э., но ещё и в нескольких аккадских надписях на кирпичах, найденных в Сузах, сам Кук-кирваш подчёркивает, что не стал ремонтировать старые асфальтовые стены Высокого храма Иншушинака, а заменил их новыми кирпичными стенами. Строительная активность Кук-кирваша, по всей видимости, относится к периоду непосредственно после его прихода к власти, когда он правил поначалу единолично, о чём говорит его титул на упомянутых кирпичах: «Верховный правитель, управитель Элама, Симашки и Суз». И лишь позднее на должность управителя Суз он всё-таки выбрал Темти-санита и, по смерти последнего, Кук-Наххунте (оба вероятно являлись его племянниками).
Сохранился оттиск печати главного советника Кук-кирваша.
| Династия Эпартидов (Суккаль-махи) |                                            |                        |
| Предшественник: Пала-ишшан        | суккаль-мах Элама ок. 1545 — 1520 до н. э. | Преемник: Кук-Наххунте |